# Seznam hrvaških novinarjev
Seznam hrvaških novinarjev.

## A
- Đurđa Adlešić
- Anto Adžamić
- Stjepan Andrašić
- Ljerka Antonić

## B
- Milka Babović
- Mislav Bago
- Ivo Baljkas
- Mate Balota (Mijo Mirković?)
- Mario Barak
- Frane Barbieri
- Renato Baretić (1963-2025)
- Stanislav Bašić
- Boris Beck
- Mario Bertok
- Inoslav Bešker (1950-2023)
- Branimir Bilić
- Ivo Bojanić
- Marinko Bojić
- Mirko Bolfek
- Stela Kolar Borovčak
- Vjekoslav Bosnar
- Slavoljub Bosnić
- Mirko Bošnjak
- Branimir Bradarić
- Vinko Brajević
- Ivo Braut
- Aldo Bressan
- Željko Brihta
- Božica Brkan
- Vladimir Brodnjak
- Vladimir Burić
- Božidar Domagoj Burić
- Tomislav Butorac

## C
- Vjenceslav Cenčić

## Č
- Ljudevit Čermak
- Vinko Česi
- Enes Čengić (bosansko-hrvaški)
- Andrija Čolak
- Berto Črnja
- (Zvane Črnja)

## D
- Joso Defrančeski
- Mladen Delić
- Dimitrija Demeter
- Josip Depolo
- Veljko Despot
- Milivoj Dežman
- Boris Dežulović
- Dragutin Dimc
- Zora Dirnbach (1929–2019)
- Radoslav Dodig
- Zvonko Dragić
- Milena Dragišić
- Rade Dragojević
- Josip Dubrović
- Tihomir Dujmović

## Đ
- Ivica Đikić
- Krešimir Džeba

## E
- Romana Eibl
- Heni Erceg

## F
- Željka Fattorini
- Jakša Fiamengo
- Stipan Filaković
- Andro Filipić

## G
- Ljudevit Gaj
- Zlatko Gall
- Petar Giunio
- Davor Gjenero ?
- Siniša Glavašević
- Slavko Goldstein
- Antun Golob
- Lazo Goluža
- Marko Grčić
- Zvonimir Grčman
- Damira Gregoret
- Velimir Grgić
- Jug Grizelj
- Niko Gršković
- Damir Grubiša
- Marinko Gruić
- Mira Gumhalter

## H
- Mladen Hanzlovsky
- Zlatko Hećej
- Drago Hedl
- Ivan Hetrich
- Vladimir Horvat
- Svjetlana Hribar
- Zdenko Hudec
- Darko Hudelist

## I
- Janko Ibler
- Viktor Ivančić
- Željko Ivanković
- Just Ivetac

## J
- Ljubo Jelčić
- Danijel Den Jelinić
- Miljenko Jergović
- Josip Jović
- Frane Jurić
- Marija Jurić Zagorka

## K
- Pajo Kanižaj
- Sina Karli
- Drago Kastratović
- Otokar Keršovani
- Vinko Kisić
- Robert Knjaz
- Miljenko Kokot?
- Vladimir Kolar (u. pri Radovljici 1981)
- Mahmud Konjhodžić
- Josip Kortšek
- Branko Kostelnik?
- Ivan (Ivo) Košutić
- Sida Košutić
- Ante Kovač
- Krešimir Kovačić
- Ado Kožul
- Fredi Kramer
- Robert Kramer
- Josip Kregar
- Ivan Kreuz
- Andrinko Krile
- Davor Krile
- Dejan Kršić
- Mesud Kulenović
- Denis Kuljiš
- Zvonimir Kulundžić
- Joško Kulušić
- Živko Kustić
- Jakša Kušan
- Mladen Kušec
- Sibe Kvesić

## L
- Bogoljub Lacmanović
- Tomislav Ladan
- Denis Latin
- Ante Lentić
- Branko Lentić
- Zvonko Letica
- Miroslav Lilić
- Goran Lisica - Fox
- Hrvoje Lisinski
- Zvonimir Lisinski
- Ivan Lovrenović
- Jelena Lovrić
- Predrag Lucić
- Silvija Luks
- Vladimir Lunaček

## M
- Hrvoje Macanović
- Zvonimir Magdić - Amigo (1930 - 2018)
- Vlado Majer
- Željko Malnar (1944 - 2013)
- Robert Mareković
- Juraj Mirko Mataušić (1944 - 2014)
- Vladimir Matijanić (1972 - 2022)
- Antun Gustav Matoš
- Mate Meštrović
- Branko Mihaljević
- Ive Mihovilović
- Goran Milić
- Krešimir Mišak
- (Oliver Mlakar)
- Ivan Molek
- Tatjana Munižaba

## N
- Milutin Cihlar Nehajev
- Božidar (Božo) Novak
- Božidar Novak (1925)
- Hloverka Novak Srzić
- Vladimir Novotny

## O
- Drago Orlić
- Ivan Ott ("otrok s Petrička")

## P
- Boris Pavelić
- Jurica Pavičić
- Mladen Pavković
- Zdravko Pečar (1922)
- Ante Perković
- Damir Pilić
- Drago Pilsel
- Mladen Pleše
- Danko Plevnik
- Branimir Pofuk
- Tihomir Ponoš
- Edo Pozzi
- Petar Požar (1944−2005)
- Ivo Pukanić

## R
- Miroslav Rede
- Aljoša Rehar
- Neda Ritz
- Orlando Rivetti
- Denis Romac
- Rudimir Rudolf Roter
- Vedrana Rudan

## S
- Sead Saračević
- Giacomo Scotti
- Đermano Ćićo Senjanović
- Maja Sever (novinarka)
- Miljenko Smoje
- Vesna Spinčić-Prelog
- Aleksandar Stanković
- Marko Stričević
- Frano Supilo
- Žarko Susić
- Inja Svetl

## Š
- Ćiro Čičin Šain
- August Šenoa
- Josip Šentija
- Vojo Šiljak
- Jerko Šimić
- Vlado Škarica
- Ljubomir Škrinjar (1950-2021)
- Tena Šojer
- Ivica Šola
- Dario Špelić

## T
- Darko Tironi
- Silvije Tomašević
- Ante Tomić
- Tanja Torbarina
- Branko Tuđen

## V
- Robert Valdec
- Reno Vinek
- Joža Vlahović
- Helga Vlahović
- Blaško Vojnić Hajduk
- Vinko Vošicki
- Dražen Vrdoljak
- Josip Vrhovec
- Stojan Vučićević
- Bože Vukušić

## Z
- Marija Jurić Zagorka
- Pero Zlatar
- Hrvoje Zovko